# Campeonato Uruguaio de Futebol de 2022 – Segunda Divisão
A Segunda Divisão Uruguaia de 2022, também conhecida como Segunda Divisão do Campeonato Uruguaio de 2022 e oficialmente como Campeonato Uruguayo de Segunda División Profesional 2022, foi a 81.ª edição da Segunda División Profesional, liga equivalente à segunda divisão profissional do futebol no Uruguai. Um total de 12 equipes participou da competição; as duas melhores colocadas, além da vencedora da repescagem, garantiram o acesso à primeira divisão do Campeonato Uruguaio.

## Regulamento

### Sistema de disputa ― Temporada de 2022
A temporada será composta por duas etapas distintas:

#### Etapa I ― Torneio Competência
Na primeira fase, os 12 clubes serão divididos em dois grupos de seis equipes cada. As equipes se enfrentarão dentro dos respectivos grupos em turno único, no formato de todos contra todos. Os vencedores de cada grupo disputarão a final do torneio, em campo neutro. O clube campeão garantirá, no mínimo, uma vaga repescagem — exceto se terminar a temporada nas posições de repescagem para o rebaixamento. Os mandos de campo durante o Torneio Competência serão definidos conforme a tabela sorteada previamente ao início da competição.

#### Etapa II ― Fase Regular
Concluído o Torneio Competência, terá início a Fase Regular do Campeonato, que será disputada em dois turnos, também no sistema de todos contra todos. A classificação geral (tabela anual) será composta pela soma dos pontos conquistados nas duas competições (Torneio Competência + Fase Regular), excluindo-se o resultado da final do Torneio Competência. A partir dessa classificação geral, serão definidos:
- Os dois clubes com acesso direto à primeira divisão;
- Os quatro clubes que disputarão a repescagem (mata-mata) em busca do terceiro acesso.

#### Rebaixamento
A temporada de 2022 não terá rebaixamento direto. Ao final da tabela anual:
- Os dois últimos colocados disputarão uma repescagem contra os clubes que terminarem em 3º e 4º lugares na terceira divisão, valendo vagan na segunda divisão para a temporada seguinte.

## Torneo Competencia

### Grupo A doTorneo Competencia
| Pos. | Equipes            | Pts. | J | V | E | D | GP | GC | SG |
| ---- | ------------------ | ---- | - | - | - | - | -- | -- | -- |
| 1º   | Racing             | 10   | 5 | 3 | 1 | 1 | 9  | 4  | 5  |
| 2º   | Rampla Juniors     | 10   | 5 | 3 | 1 | 1 | 8  | 3  | 5  |
| 3º   | Miramar Misiones   | 8    | 5 | 2 | 2 | 1 | 7  | 7  | 0  |
| 4º   | Sud América        | 7    | 5 | 2 | 1 | 2 | 4  | 5  | −1 |
| 5º   | Uruguay Montevideo | 6    | 5 | 2 | 0 | 3 | 6  | 7  | −1 |
| 6º   | Central Español    | 1    | 5 | 0 | 1 | 4 | 2  | 10 | −8 |

|  | 0Classificado para a final do Torneo Competencia |

| Fonte: AUF (em castelhano) — Soccerway (em português) — Tenfield |

### Grupo B doTorneo Competencia
| Pos. | Equipes        | Pts. | J | V | E | D | GP | GC | SG |
| ---- | -------------- | ---- | - | - | - | - | -- | -- | -- |
| 1º   | La Luz         | 15   | 5 | 5 | 0 | 0 | 8  | 2  | 6  |
| 2º   | Progreso       | 9    | 5 | 3 | 0 | 2 | 6  | 5  | 1  |
| 3º   | Atenas         | 7    | 5 | 2 | 1 | 2 | 4  | 4  | 0  |
| 4º   | Juventud       | 5    | 5 | 1 | 2 | 2 | 4  | 5  | −1 |
| 5º   | Cerro          | 4    | 5 | 1 | 1 | 3 | 5  | 7  | −2 |
| 6º   | Villa Española | 3    | 5 | 1 | 0 | 4 | 5  | 9  | −4 |

|  | 0Classificado para a final do Torneo Competencia |

| Fonte: AUF (em castelhano) — Soccerway (em português) — Tenfield |

### Final doTorneo Competencia
| \| 24 de abril \| La Luz \| 0 — 2 \| Racing \| Centenario (Montevidéu) \| \| \| \| \| \| \| \| \| |        |       |        |                         |  |
| 24 de abril                                                                                       | La Luz | 0 — 2 | Racing | Centenario (Montevidéu) |  |
|                                                                                                   |        |       |        |                         |  |

## Fase Regular
| Pos. | Equipes            | Pts. | J  | V  | E  | D  | GP | GC | SG  |
| ---- | ------------------ | ---- | -- | -- | -- | -- | -- | -- | --- |
| 1º   | Racing             | 47   | 22 | 14 | 5  | 3  | 31 | 14 | 17  |
| 2º   | Uruguay Montevideo | 38   | 22 | 11 | 5  | 6  | 29 | 22 | 7   |
| 3º   | Cerro              | 37   | 22 | 10 | 7  | 5  | 26 | 23 | 3   |
| 4º   | La Luz             | 36   | 22 | 9  | 9  | 4  | 27 | 21 | 6   |
| 5º   | Miramar Misiones   | 32   | 22 | 8  | 8  | 6  | 31 | 25 | 6   |
| 6º   | Sud América        | 26   | 22 | 7  | 5  | 10 | 23 | 33 | −10 |
| 7º   | Atenas             | 25   | 22 | 5  | 7  | 10 | 20 | 21 | −1  |
| 8º   | Rampla Juniors     | 25   | 22 | 7  | 4  | 11 | 24 | 28 | −4  |
| 9º   | Villa Española     | 24   | 22 | 6  | 6  | 10 | 22 | 28 | −6  |
| 10º  | Progreso           | 22   | 22 | 4  | 10 | 8  | 17 | 22 | −5  |
| 11º  | Juventud           | 22   | 22 | 5  | 7  | 10 | 15 | 23 | −8  |
| 12º  | Central Español    | 21   | 22 | 5  | 9  | 8  | 20 | 25 | −5  |

| Fonte: AUF (em castelhano) — Soccerway (em português) — Tenfield |

## Classificação Geral (Tabela Anual)
Racing foi o campeão da Segunda Divisão Profissional de 2022. Na última rodada da fase regular, os "cerveceros" levantaram o troféu Héctor Rivadavia Gómez após derrotarem o Villa Española por 2–1 no Estádio Obdulio Varela. O Racing mostrou força durante toda a competição. Assumiu cedo a liderança da tabela e sustentou a ponta até o fim com um time sólido, bom entrosamento coletivo e uma atitude competitiva que resultou em 57 pontos ao término da fase regular. O técnico Damián Santín foi o arquiteto dessa campanha. Sob seu comando, o clube conquistou o Torneio Competência, o título da Segunda Divisão e o consequente retorno à elite do futebol uruguaio. Foi a segunda vez que o treinador conseguiu promover um clube à primeira divisão — anteriormente o havia feito com o Villa Española.
| Pos. | Equipos            | Pts. | PJ | PG | PE | PP | GF | GC | DIF |
| ---- | ------------------ | ---- | -- | -- | -- | -- | -- | -- | --- |
| 1º   | Racing             | 57   | 27 | 17 | 6  | 4  | 40 | 18 | 22  |
| 2º   | La Luz             | 51   | 27 | 14 | 9  | 4  | 35 | 23 | 12  |
| 3º   | Uruguay Montevideo | 44   | 27 | 13 | 5  | 9  | 35 | 29 | 6   |
| 4º   | Cerro              | 41   | 27 | 11 | 8  | 8  | 31 | 30 | 1   |
| 5º   | Miramar Misiones   | 40   | 27 | 10 | 10 | 7  | 38 | 32 | 6   |
| 6º   | Rampla Juniors     | 35   | 27 | 10 | 5  | 12 | 32 | 31 | 1   |
| 7º   | Sud América        | 33   | 27 | 9  | 6  | 12 | 27 | 38 | −11 |
| 8º   | Atenas             | 32   | 27 | 7  | 8  | 12 | 24 | 25 | −1  |
| 9º   | Progreso           | 31   | 27 | 7  | 10 | 10 | 23 | 27 | −4  |
| 10º  | Juventud           | 27   | 27 | 6  | 9  | 12 | 19 | 28 | −9  |
| 11º  | Villa Española     | 27   | 27 | 7  | 6  | 14 | 27 | 37 | −10 |
| 12º  | Central Español    | 22   | 27 | 5  | 10 | 12 | 22 | 35 | −13 |

|  | 0Campeão da temporada. Promovido para a primeira divisão profissional. |
|  | 0Vice-campeão. Promovido para a primeira divisão profissional.         |
|  | 0Classificados para o "mata-mata" pelo 3º acesso.                      |

| Fonte: AUF (em castelhano) — Soccerway (em português) — Tenfield |

### Repescagem pelo terceiro acesso

#### Semifinal do terceiro acesso
| Chave | Equipe 1            | Agregado | Equipe 2          | Jogo 1 | Jogo 2 | Fonte       |
| ----- | ------------------- | -------- | ----------------- | ------ | ------ | ----------- |
| 1     | Uruguay Montevideo0 | 1 — 2    | 0Rampla Juniors   | 0 — 1  | 1 — 1  | [ 8 ] [ 9 ] |
| 2     | Cerro0              | 3 — 3    | 0Miramar Misiones | 2 — 0  | 1 — 3  | [ 8 ] [ 9 ] |

| 1 de outubro | Miramar Misiones | 0 — 2 | Cerro |  |  |
|              |                  |       |       |  |  |

| 2 de outubro | Rampla Juniors | 1 — 0 | Uruguay Montevideo |  |  |
|              |                |       |                    |  |  |

| 8 de outubro | Cerro | 1 — 3 | Miramar Misiones |  |  |
|              |       |       |                  |  |  |

| 9 de outubro | Uruguay Montevideo | 1 — 1 | Rampla Juniors |  |  |
|              |                    |       |                |  |  |

#### Final pelo terceiro acesso
| Chave | Equipe 1        | Agregado | Equipe 2 | Jogo 1 | Jogo 2 | Fonte         |
| ----- | --------------- | -------- | -------- | ------ | ------ | ------------- |
| 1     | Rampla Juniors0 | 0 — 1    | 0Cerro   | 0 — 1  | 0 — 0  | [ 10 ] [ 11 ] |

| 16 de outubro | Rampla Juniors | 0 — 1 | Cerro |  |  |
|               |                |       |       |  |  |

| 22 de outubro | Cerro | 0 — 0 | Rampla Juniors |  |  |
|               |       |       |                |  |  |

## Tabela de Rebaixamento
| Pos. | Equipes            | J 2021 | Pts 2021 | J 2022 | Pts 2022 | J Total | Pts Total | SG  | Média |
| ---- | ------------------ | ------ | -------- | ------ | -------- | ------- | --------- | --- | ----- |
| 1º   | Racing             | 22     | 38       | 27     | 57       | 49      | 95        | 32  | 1.939 |
| 2º   | La Luz             | —      | —        | 27     | 51       | 27      | 51        | 12  | 1.889 |
| 3º   | Cerro              | 22     | 37       | 27     | 41       | 49      | 78        | 7   | 1.592 |
| 4º   | Miramar Misiones   | —      | —        | 27     | 40       | 27      | 40        | 6   | 1.481 |
| 5º   | Uruguay Montevideo | 22     | 25       | 27     | 44       | 49      | 69        | 0   | 1.408 |
| 6º   | Sud América        | —      | —        | 27     | 33       | 27      | 33        | −11 | 1.222 |
| 7º   | Progreso           | —      | —        | 27     | 31       | 27      | 31        | −4  | 1.148 |
| 8º   | Atenas             | 22     | 24       | 27     | 32       | 49      | 56        | 2   | 1.143 |
| 9º   | Juventud           | 22     | 29       | 27     | 27       | 49      | 56        | −9  | 1.143 |
| 10º  | Rampla Juniors     | 22     | 21       | 27     | 35       | 49      | 56        | −17 | 1.143 |
| 11º  | Central Español    | 22     | 33       | 27     | 22       | 49      | 55        | −13 | 1.122 |
| 12º  | Villa Española     | —      | —        | 27     | 27       | 27      | 27        | −10 | 1.000 |

|  | 0Disputam a Permanência no Campeonato Uruguaio da Segunda Divisão Profissional. |

| Fonte: Tenfield (em castelhano) |

### Repescagem pela permanência
| Chave | Equipe 1        | Agregado | Equipe 2         | Jogo 1 | Jogo 2 | Fonte         |
| ----- | --------------- | -------- | ---------------- | ------ | ------ | ------------- |
| 1     | Villa Española0 | 1 — 2    | 0Bella Vista     | 1 — 0  | 0 — 2  | [ 12 ] [ 13 ] |
| 2     | Potencia0       | 3 — 2    | 0Central Español | 0 — 0  | 3 — 2  | [ 12 ] [ 13 ] |

| 22 de outubro | Bella Vista | 0 — 1 | Villa Española |  |  |
|               |             |       |                |  |  |

| 23 de outubro | Central Español | 0 — 0 | Potencia |  |  |
|               |                 |       |          |  |  |

| 29 de outubro | Villa Española | 0 — 2 | Bella Vista |  |  |
|               |                |       |             |  |  |

| 30 de outubro | Potencia | 3 — 2 | Central Español |  |  |
|               |          |       |                 |  |  |